# MiG-29 Fulcrum (trò chơi điện tử 1998)
MiG-29 Fulcrum là trò chơi máy tính thuộc thể loại mô phỏng máy bay chiến đấu do hãng NovaLogic đồng phát triển và phát hành vào tháng 9 năm 1998. Trò chơi sử dụng cùng engine như trong tựa game F-16 Multirole Fighter (Máy bay chiến đấu đa năng F-16).
MiG-29 Fulcrum là tên gọi của loại máy bay phản lực quân sự rất hữu hiệu, là sản phẩm công nghệ cao của hàng không Nga. Khi thiết kế trò chơi này, để đảm bảo tính xác thực trong quá trình điều khiển và mô phỏng máy bay, hãng sản xuất đã nhờ một phi công người Nga là Yuri Prikhodco cố vấn về kỹ thuật và thử nghiệm.
Ngoài việc tương tác với MiG-29 Fulcrum, hãng sản xuất còn cho phép người chơi điều khiển thêm F-22, F-16 và một số loại máy bay khác.

## Cốt truyện
Cốt truyện của game đa phần đều mang màu sắc viễn tưởng và xảy ra ở một tương lai xa. Người chơi sẽ vào vai nhân vật chính là Dimitri Reznov, một viên phi công đến từ Không quân Nga. Khởi đầu game, Dimitri được lệnh cấp trên tiến hành cuộc truy kích tên trùm khủng bố khét tiếng người Việt Nam là Cao Bình Minh. Ở màn chơi đầu tiên, Dimitri sẽ lái chiếc Mig29 chống lại quân đội Việt Nam. Nhiệm vụ đầu tiên của Dimitri là phải chiến đấu với một phi đội máy bay chiến đấu Mig21 được gửi đến để tiêu diệt quân đội Nga. Về sau, Dimitri nhận được lệnh tấn công và tiêu diệt một số vị trí phòng không ở gần Pripyat, Ukraina. Sau khi màn chơi kết thúc, một đoạn phim cắt cảnh sẽ mô tả cốt truyện của game. Vào năm 2012, nước Việt Nam bị chia tách ra thành hai quốc gia riêng biệt là Bắc Việt Nam và Nam Việt Nam, y như cuộc Chiến tranh Việt Nam xưa kia. Lát sau, một chiếc trực thăng UH-60 Blackhawk của quân đội Mỹ có vẻ như đang bay lượn hướng về phía châu Âu. Ngay sau đó, game còn mô tả Vương quốc Anh và Nam Việt Nam liên minh với nhau để chống lại Bắc Việt Nam. Sau đó màn chơi thứ hai của game bắt đầu. Ở trong màn chơi này, Dimitri được giao nhiệm vụ tấn công một đồn trú quân của Bắc Việt Nam tại Kiev thuộc Ukraina mà Bắc Việt Nam đã chiếm đóng. Đầu tiên Dimitri sử dụng bom chạy để nghiền nát các phần bên ngoài của quân lính Bắc Việt. Thật không may, vụ đánh bom chạy đã kích hoạt chế độ báo động và súng phòng không bắt đầu bắn phá dữ dội. Tuy nhiên Dimitri có thể tiêu diệt các vị trí phòng không dễ dàng và cuối cùng để hoàn thành nhiệm vụ, anh đã sử dụng tên lửa và bom để phá hủy mọi thứ khác.

## Cách chơi
Game có tổng cộng 40 nhiệm vụ chơi đơn và 12 nhiệm vụ chơi mạng cùng với 6 màn chơi theo kiểu Deatmatch (chiến đấu cho tới chết) và 6 nhiệm vụ dạng hợp tác không chiến (Air War).
Nhiệm vụ của người chơi là hóa thân vào vai phi công, trực tiếp ngồi vào buồng lái máy bay và tìm hiểu các bộ phận máy móc, kỹ thuật cùng các nguyên lý hàng không động lực học, rồi sau đó tham gia vào các cuộc không chiến với các máy bay phản lực của đối phương hoặc không kích các mục tiêu ở dưới đất. Cách điều khiển của Mig-29 Fulcrum mặc dù khá phức tạp nhưng đã được Novalogic đơn giản hóa trò chơi, người chơi chỉ còn cần quan tâm đến các thông số tăng tốt, chỉnh vũ khí, dò rada, né tên lửa, bắn pháo chống tên lửa tầm nhiệt..., thích hợp cho những người mới tiếp xúc lần đầu chỉ cần bỏ qua khoảng một giờ để hoàn thành các hướng dẫn của game đủ để người chơi mặc sức tung hoành trên bầu trời.
Nếu so sánh với máy bay trực thăng thì máy bay phản lực có những ưu thế về tốc độ, độ cao, khả năng nhào lộn trên không... nhưng lại gặp phải những giới hạn về kỹ thuật như phải có đường băng hay phi đạo để bay lên hay đáp xuống, phải bay liên tục mà không thể lơ lửng dừng lại một chỗ trên không.